# Djoiezi

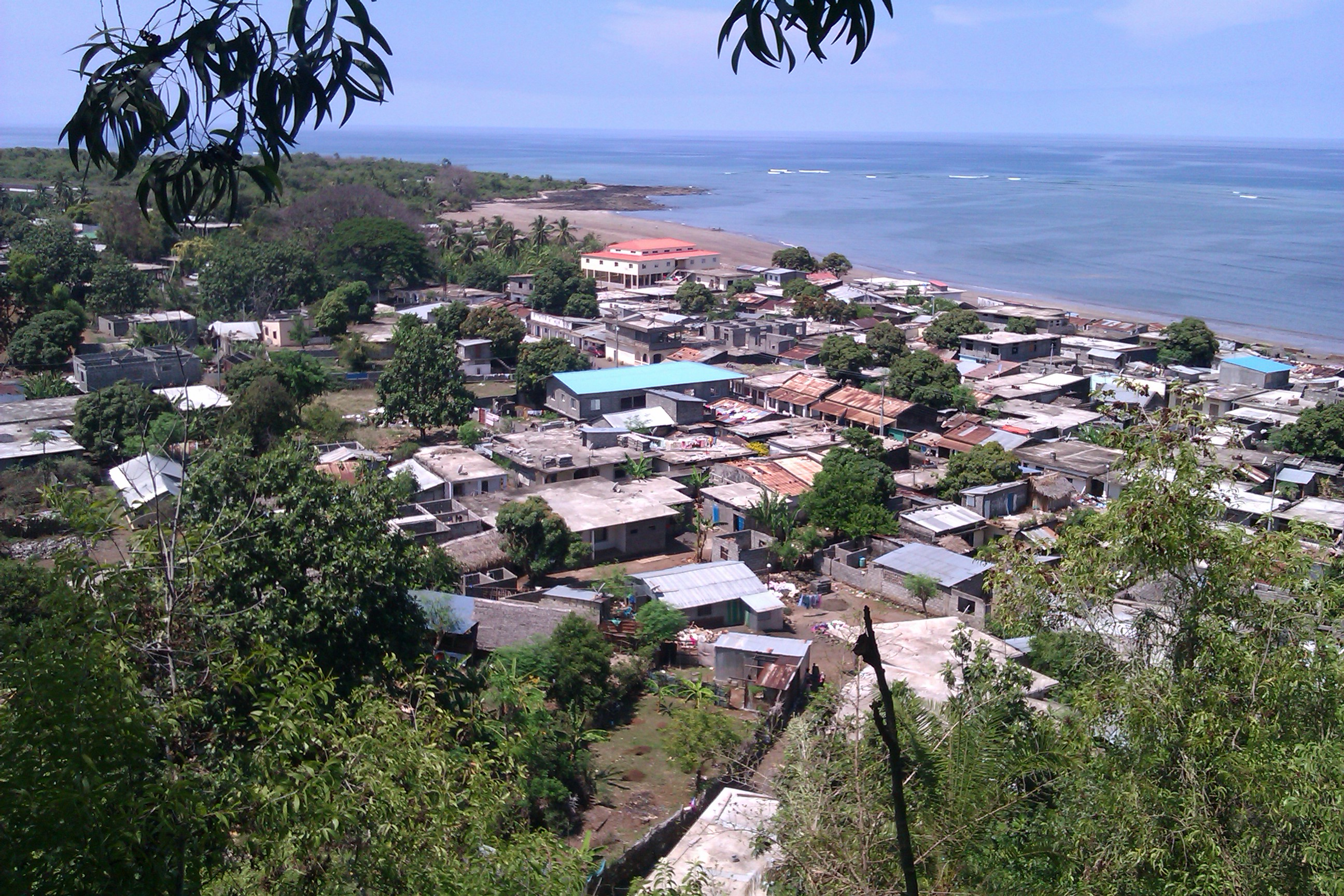
Blick auf Djoiezi.

Djoiezi (auch: Djoyezi, arabisch جويزى) ist ein Ort auf der Insel Mohéli in den Komoren. 2018 wurde die Bevölkerung auf 2.854 Personen geschätzt. Sie gilt als die „Mutter“ der Insel. Außerdem hat der Ort den höchsten Prozentsatz an Intellektuellen pro Einwohner.

## Geographie
Der Ort liegt am südöstlichen Ende des Flughafens Mohéli Bandar Es Eslam und nur wenige Kilometer südöstlich der Inselhauptstadt Fomboni. An dem schmalen Küstenstreifen verläuft eine Verbindungsstraße nach Osten und schafft die Verbindung nach Jiroudain, welches weiter im Landesinnern liegt. Im Süden steigen die Hänge über 350 m an bis zum Gipfel Chioué.
In der Nähe es Ortes münden die temporären Flüsse Mro Gnombéni und Kahioua.
Im Ort gibt es die Moscheen Mosquée de Mrafeni, Mosquée Mrafenou Djoiézi, Grande Mosquée de Djoièzi sowie die Schule Mwalimdjini Énergie Scool Mes.

## Persönlichkeiten
- Der Ort ist der Geburtsort von Präsident Ikililou Dhoinine
- Hamada Madi, ehemaliger Generalsekretär der Republikanischen Partei der Komoren und Interimspräsident.

## Klima
Nach dem Köppen-Geiger-System zeichnet sich Singani durch ein tropisches Klima mit der Kurzbezeichnung Af aus.